# Cadel Evans Great Ocean Road Race 2019
Cadel Evans Great Ocean Road Race 2019 – 5. edycja wyścigu kolarskiego Cadel Evans Great Ocean Road Race, która odbyła się 27 stycznia 2019 na liczącej 164 kilometry trasie wokół miasta Geelong. Impreza kategorii 1.UWT była częścią UCI World Tour 2019.

## Drużyny
| WorldTeams (15)- AG2R La Mondiale - EF Education First - Astana - Bora-hansgrohe - Lotto Soudal - Mitchelton-Scott - Deceuninck-Quick Step - Dimension Data - CCC Team - Katusha-Alpecin - Team Jumbo-Visma - Sky - Team Sunweb - Trek-Segafredo - UAE Team Emirates translation for headoftableIII_translate index 39 not found- Korda Mentha Real Estate Australia |
| |

### Lista startowa
| Bora-Hansgrohe BOH | Bora-Hansgrohe BOH        | Bora-Hansgrohe BOH |
| ------------------ | ------------------------- | ------------------ |
| Nr                 | Kolarz                    | Miejsce            |
| 1                  | Jay McCarthy (AUS)        | 8.                 |
| 2                  | Maciej Bodnar (POL)       | 95.                |
| 3                  | Oscar Gatto (ITA)         | 96.                |
| 4                  | Gregor Mühlberger (AUT)   | DNF                |
| 5                  | Daniel Oss (ITA)          | 40.                |
| 6                  | Lukas Pöstlberger (AUT)   | 94.                |
| 7                  | Michael Schwarzmann (GER) | DNF                |

| Deceuninck-Quick Step DQT | Deceuninck-Quick Step DQT   | Deceuninck-Quick Step DQT |
| ------------------------- | --------------------------- | ------------------------- |
| Nr                        | Kolarz                      | Miejsce                   |
| 11                        | Elia Viviani (ITA)          | 1.                        |
| 12                        | Rémi Cavagna (FRA)          | 34.                       |
| 13                        | Dries Devenyns (BEL)        | 41.                       |
| 14                        | Mikkel Frølich Honoré (DEN) | 80.                       |
| 15                        | James Knox (GBR)            | 63.                       |
| 16                        | Michael Mørkøv (DEN)        | 7.                        |
| 17                        | Fabio Sabatini (ITA)        | 86.                       |

| Team Sky SKY | Team Sky SKY           | Team Sky SKY |
| ------------ | ---------------------- | ------------ |
| Nr           | Kolarz                 | Miejsce      |
| 21           | Wout Poels (NED)       | 17.          |
| 22           | Owain Doull (GBR)      | 9.           |
| 23           | Kenny Elissonde (FRA)  | 14.          |
| 24           | Christian Knees (GER)  | 50.          |
| 25           | Luke Rowe (GBR)        | 6.           |
| 26           | Pawieł Siwakow (RUS)   | 36.          |
| 27           | Dylan van Baarle (NED) | 42.          |

| CCC Team CPT | CCC Team CPT             | CCC Team CPT |
| ------------ | ------------------------ | ------------ |
| Nr           | Kolarz                   | Miejsce      |
| 32           | Víctor de la Parte (ESP) | 65.          |
| 33           | Jakub Mareczko (ITA)     | 91.          |
| 34           | Łukasz Owsian (POL)      | 47.          |
| 35           | Joseph Rosskopf (USA)    | 24.          |
| 36           | Francisco Ventoso (ESP)  | 49.          |
| 37           | Szymon Sajnok (POL)      | 48.          |

| Mitchelton-Scott MTS | Mitchelton-Scott MTS      | Mitchelton-Scott MTS |
| -------------------- | ------------------------- | -------------------- |
| Nr                   | Kolarz                    | Miejsce              |
| 41                   | Daryl Impey (RSA)         | 3.                   |
| 42                   | Sam Bewley (NZL)          | DNF                  |
| 43                   | Luke Durbridge (AUS)      | 75.                  |
| 44                   | Alexander Edmondson (AUS) | 38.                  |
| 45                   | Dion Smith (NZL)          | 37.                  |
| 46                   | Lucas Hamilton (AUS)      | 33.                  |
| 47                   | Robert Stannard (AUS)     | 74.                  |

| Astana AST | Astana AST              | Astana AST |
| ---------- | ----------------------- | ---------- |
| Nr         | Kolarz                  | Miejsce    |
| 51         | Luis León Sánchez (ESP) | 10.        |
| 52         | Davide Ballerini (ITA)  | 43.        |
| 53         | Manuele Boaro (ITA)     | 57.        |
| 54         | Laurens De Vreese (BEL) | 89.        |
| 55         | Daniił Fominych (KAZ)   | 52.        |
| 56         | Jewgienij Gidicz (KAZ)  | 84.        |
| 57         | Jonas Gregaard (DEN)    | 76.        |

| Team Sunweb SUN | Team Sunweb SUN           | Team Sunweb SUN |
| --------------- | ------------------------- | --------------- |
| Nr              | Kolarz                    | Miejsce         |
| 61              | Cees Bol (NED)            | 46.             |
| 62              | Johannes Fröhlinger (GER) | 92.             |
| 63              | Chris Hamilton (AUS)      | 16.             |
| 64              | Jai Hindley (AUS)         | 28.             |
| 65              | Max Kanter (GER)          | DNF             |
| 66              | Michael Storer (AUS)      | 55.             |
| 67              | Max Walscheid (GER)       | 87.             |

| Team Jumbo-Visma TJV | Team Jumbo-Visma TJV    | Team Jumbo-Visma TJV |
| -------------------- | ----------------------- | -------------------- |
| Nr                   | Kolarz                  | Miejsce              |
| 71                   | George Bennett (NZL)    | 25.                  |
| 72                   | Robert Gesink (NED)     | 12.                  |
| 73                   | Lennard Hofstede (NED)  | DNF                  |
| 74                   | Bert-Jan Lindeman (NED) | DNF                  |
| 75                   | Tom Leezer (NED)        | 60.                  |
| 76                   | Danny van Poppel (NED)  | 99.                  |
| 77                   | Maarten Wynants (BEL)   | 77.                  |

| AG2R La Mondiale ALM | AG2R La Mondiale ALM     | AG2R La Mondiale ALM |
| -------------------- | ------------------------ | -------------------- |
| Nr                   | Kolarz                   | Miejsce              |
| 81                   | Pierre Latour (FRA)      | 27.                  |
| 82                   | Gediminas Bagdonas (LTU) | 90.                  |
| 83                   | Clément Chevrier (FRA)   | 26.                  |
| 84                   | Benoît Cosnefroy (FRA)   | 11.                  |
| 85                   | Nico Denz (GER)          | 20.                  |
| 86                   | Hubert Dupont (FRA)      | 69.                  |
| 87                   | Nans Peters (FRA)        | 67.                  |

| UAE Team Emirates UAD | UAE Team Emirates UAD   | UAE Team Emirates UAD |
| --------------------- | ----------------------- | --------------------- |
| Nr                    | Kolarz                  | Miejsce               |
| 91                    | Diego Ulissi (ITA)      | 13.                   |
| 92                    | Sven Erik Bystrøm (NOR) | 18.                   |
| 93                    | Rory Sutherland (AUS)   | 78.                   |
| 94                    | Ivo Oliveira (POR)      | DNF                   |
| 95                    | Jasper Philipsen (BEL)  | 45.                   |
| 96                    | Tadej Pogačar (SLO)     | 44.                   |
| 97                    | Jan Polanc (SLO)        | 21.                   |

| Trek-Segafredo TFS | Trek-Segafredo TFS      | Trek-Segafredo TFS |
| ------------------ | ----------------------- | ------------------ |
| Nr                 | Kolarz                  | Miejsce            |
| 101                | Richie Porte (AUS)      | 29.                |
| 102                | William Clarke (AUS)    | 62.                |
| 103                | Koen de Kort (NED)      | 83.                |
| 104                | Ryan Mullen (IRL)       | 93.                |
| 105                | Jarlinson Pantano (COL) | 61.                |
| 106                | Kiel Reijnen (USA)      | 51.                |
| 107                | Peter Stetina (USA)     | 71.                |

| Lotto-Soudal LTS | Lotto-Soudal LTS         | Lotto-Soudal LTS |
| ---------------- | ------------------------ | ---------------- |
| Nr               | Kolarz                   | Miejsce          |
| 111              | Caleb Ewan (AUS)         | 2.               |
| 112              | Tomasz Marczyński (POL)  | 58.              |
| 113              | Adam Blythe (GBR)        | 85.              |
| 114              | Carl Fredrik Hagen (NOR) | 53.              |
| 115              | Adam Hansen (AUS)        | 68.              |
| 116              | Thomas De Gendt (BEL)    | 82.              |
| 117              | Rémy Mertz (BEL)         | 64.              |

| EF Education First EF1 | EF Education First EF1 | EF Education First EF1 |
| ---------------------- | ---------------------- | ---------------------- |
| Nr                     | Kolarz                 | Miejsce                |
| 121                    | Michael Woods (CAN)    | 31.                    |
| 122                    | Alberto Bettiol (ITA)  | 19.                    |
| 123                    | Mitchell Docker (AUS)  | 70.                    |
| 124                    | Daniel McLay (GBR)     | DNF                    |
| 125                    | Lachlan Morton (AUS)   | 54.                    |
| 126                    | Thomas Scully (NZL)    | 35.                    |
| 127                    | James Whelan (AUS)     | 72.                    |

| Katusha-Alpecin TKA | Katusha-Alpecin TKA        | Katusha-Alpecin TKA |
| ------------------- | -------------------------- | ------------------- |
| Nr                  | Kolarz                     | Miejsce             |
| 131                 | Alex Dowsett (GBR)         | 79.                 |
| 132                 | Jens Debusschere (BEL)     | 5.                  |
| 133                 | Ruben Guerreiro (POR)      | 15.                 |
| 135                 | Marco Haller (AUT)         | 39.                 |
| 136                 | Wiaczesław Kuzniecow (RUS) | 30.                 |
| 137                 | Dmitrij Strachow (RUS)     | 97.                 |

| Dimension Data TDD | Dimension Data TDD      | Dimension Data TDD |
| ------------------ | ----------------------- | ------------------ |
| Nr                 | Kolarz                  | Miejsce            |
| 141                | Michael Valgren (DEN)   | 23.                |
| 142                | Lars Bak (DEN)          | 81.                |
| 143                | Nicholas Dlamini (RSA)  | DNF                |
| 144                | Ryan Gibbons (RSA)      | 4.                 |
| 145                | Ben O’Connor (AUS)      | 88.                |
| 146                | Scott Davies (GBR)      | DNF                |
| 147                | Tom-Jelte Slagter (NED) | 32.                |

| Korda Mentha Real Estate Australia ___ | Korda Mentha Real Estate Australia ___ | Korda Mentha Real Estate Australia ___ |
| -------------------------------------- | -------------------------------------- | -------------------------------------- |
| Nr                                     | Kolarz                                 | Miejsce                                |
| 151                                    | Nathan Elliott (AUS)                   | 98.                                    |
| 152                                    | Carter Turnbull (AUS)                  | DNF                                    |
| 153                                    | Ayden Toovey (AUS)                     | 56.                                    |
| 154                                    | Dylan Sunderland (AUS)                 | 22.                                    |
| 155                                    | Nicholas White (AUS)                   | 66.                                    |
| 156                                    | Michael Freiberg (AUS)                 | 59.                                    |
| 157                                    | Harry Sweeny (AUS)                     | 73.                                    |

| Bora-Hansgrohe BOH | Bora-Hansgrohe BOH        | Bora-Hansgrohe BOH |
| ------------------ | ------------------------- | ------------------ |
| Nr                 | Kolarz                    | Miejsce            |
| 1                  | Jay McCarthy (AUS)        | 8.                 |
| 2                  | Maciej Bodnar (POL)       | 95.                |
| 3                  | Oscar Gatto (ITA)         | 96.                |
| 4                  | Gregor Mühlberger (AUT)   | DNF                |
| 5                  | Daniel Oss (ITA)          | 40.                |
| 6                  | Lukas Pöstlberger (AUT)   | 94.                |
| 7                  | Michael Schwarzmann (GER) | DNF                |

| Deceuninck-Quick Step DQT | Deceuninck-Quick Step DQT   | Deceuninck-Quick Step DQT |
| ------------------------- | --------------------------- | ------------------------- |
| Nr                        | Kolarz                      | Miejsce                   |
| 11                        | Elia Viviani (ITA)          | 1.                        |
| 12                        | Rémi Cavagna (FRA)          | 34.                       |
| 13                        | Dries Devenyns (BEL)        | 41.                       |
| 14                        | Mikkel Frølich Honoré (DEN) | 80.                       |
| 15                        | James Knox (GBR)            | 63.                       |
| 16                        | Michael Mørkøv (DEN)        | 7.                        |
| 17                        | Fabio Sabatini (ITA)        | 86.                       |

| Team Sky SKY | Team Sky SKY           | Team Sky SKY |
| ------------ | ---------------------- | ------------ |
| Nr           | Kolarz                 | Miejsce      |
| 21           | Wout Poels (NED)       | 17.          |
| 22           | Owain Doull (GBR)      | 9.           |
| 23           | Kenny Elissonde (FRA)  | 14.          |
| 24           | Christian Knees (GER)  | 50.          |
| 25           | Luke Rowe (GBR)        | 6.           |
| 26           | Pawieł Siwakow (RUS)   | 36.          |
| 27           | Dylan van Baarle (NED) | 42.          |

| CCC Team CPT | CCC Team CPT             | CCC Team CPT |
| ------------ | ------------------------ | ------------ |
| Nr           | Kolarz                   | Miejsce      |
| 32           | Víctor de la Parte (ESP) | 65.          |
| 33           | Jakub Mareczko (ITA)     | 91.          |
| 34           | Łukasz Owsian (POL)      | 47.          |
| 35           | Joseph Rosskopf (USA)    | 24.          |
| 36           | Francisco Ventoso (ESP)  | 49.          |
| 37           | Szymon Sajnok (POL)      | 48.          |

| Mitchelton-Scott MTS | Mitchelton-Scott MTS      | Mitchelton-Scott MTS |
| -------------------- | ------------------------- | -------------------- |
| Nr                   | Kolarz                    | Miejsce              |
| 41                   | Daryl Impey (RSA)         | 3.                   |
| 42                   | Sam Bewley (NZL)          | DNF                  |
| 43                   | Luke Durbridge (AUS)      | 75.                  |
| 44                   | Alexander Edmondson (AUS) | 38.                  |
| 45                   | Dion Smith (NZL)          | 37.                  |
| 46                   | Lucas Hamilton (AUS)      | 33.                  |
| 47                   | Robert Stannard (AUS)     | 74.                  |

| Astana AST | Astana AST              | Astana AST |
| ---------- | ----------------------- | ---------- |
| Nr         | Kolarz                  | Miejsce    |
| 51         | Luis León Sánchez (ESP) | 10.        |
| 52         | Davide Ballerini (ITA)  | 43.        |
| 53         | Manuele Boaro (ITA)     | 57.        |
| 54         | Laurens De Vreese (BEL) | 89.        |
| 55         | Daniił Fominych (KAZ)   | 52.        |
| 56         | Jewgienij Gidicz (KAZ)  | 84.        |
| 57         | Jonas Gregaard (DEN)    | 76.        |

| Team Sunweb SUN | Team Sunweb SUN           | Team Sunweb SUN |
| --------------- | ------------------------- | --------------- |
| Nr              | Kolarz                    | Miejsce         |
| 61              | Cees Bol (NED)            | 46.             |
| 62              | Johannes Fröhlinger (GER) | 92.             |
| 63              | Chris Hamilton (AUS)      | 16.             |
| 64              | Jai Hindley (AUS)         | 28.             |
| 65              | Max Kanter (GER)          | DNF             |
| 66              | Michael Storer (AUS)      | 55.             |
| 67              | Max Walscheid (GER)       | 87.             |

| Team Jumbo-Visma TJV | Team Jumbo-Visma TJV    | Team Jumbo-Visma TJV |
| -------------------- | ----------------------- | -------------------- |
| Nr                   | Kolarz                  | Miejsce              |
| 71                   | George Bennett (NZL)    | 25.                  |
| 72                   | Robert Gesink (NED)     | 12.                  |
| 73                   | Lennard Hofstede (NED)  | DNF                  |
| 74                   | Bert-Jan Lindeman (NED) | DNF                  |
| 75                   | Tom Leezer (NED)        | 60.                  |
| 76                   | Danny van Poppel (NED)  | 99.                  |
| 77                   | Maarten Wynants (BEL)   | 77.                  |

| AG2R La Mondiale ALM | AG2R La Mondiale ALM     | AG2R La Mondiale ALM |
| -------------------- | ------------------------ | -------------------- |
| Nr                   | Kolarz                   | Miejsce              |
| 81                   | Pierre Latour (FRA)      | 27.                  |
| 82                   | Gediminas Bagdonas (LTU) | 90.                  |
| 83                   | Clément Chevrier (FRA)   | 26.                  |
| 84                   | Benoît Cosnefroy (FRA)   | 11.                  |
| 85                   | Nico Denz (GER)          | 20.                  |
| 86                   | Hubert Dupont (FRA)      | 69.                  |
| 87                   | Nans Peters (FRA)        | 67.                  |

| UAE Team Emirates UAD | UAE Team Emirates UAD   | UAE Team Emirates UAD |
| --------------------- | ----------------------- | --------------------- |
| Nr                    | Kolarz                  | Miejsce               |
| 91                    | Diego Ulissi (ITA)      | 13.                   |
| 92                    | Sven Erik Bystrøm (NOR) | 18.                   |
| 93                    | Rory Sutherland (AUS)   | 78.                   |
| 94                    | Ivo Oliveira (POR)      | DNF                   |
| 95                    | Jasper Philipsen (BEL)  | 45.                   |
| 96                    | Tadej Pogačar (SLO)     | 44.                   |
| 97                    | Jan Polanc (SLO)        | 21.                   |

| Trek-Segafredo TFS | Trek-Segafredo TFS      | Trek-Segafredo TFS |
| ------------------ | ----------------------- | ------------------ |
| Nr                 | Kolarz                  | Miejsce            |
| 101                | Richie Porte (AUS)      | 29.                |
| 102                | William Clarke (AUS)    | 62.                |
| 103                | Koen de Kort (NED)      | 83.                |
| 104                | Ryan Mullen (IRL)       | 93.                |
| 105                | Jarlinson Pantano (COL) | 61.                |
| 106                | Kiel Reijnen (USA)      | 51.                |
| 107                | Peter Stetina (USA)     | 71.                |

| Lotto-Soudal LTS | Lotto-Soudal LTS         | Lotto-Soudal LTS |
| ---------------- | ------------------------ | ---------------- |
| Nr               | Kolarz                   | Miejsce          |
| 111              | Caleb Ewan (AUS)         | 2.               |
| 112              | Tomasz Marczyński (POL)  | 58.              |
| 113              | Adam Blythe (GBR)        | 85.              |
| 114              | Carl Fredrik Hagen (NOR) | 53.              |
| 115              | Adam Hansen (AUS)        | 68.              |
| 116              | Thomas De Gendt (BEL)    | 82.              |
| 117              | Rémy Mertz (BEL)         | 64.              |

| EF Education First EF1 | EF Education First EF1 | EF Education First EF1 |
| ---------------------- | ---------------------- | ---------------------- |
| Nr                     | Kolarz                 | Miejsce                |
| 121                    | Michael Woods (CAN)    | 31.                    |
| 122                    | Alberto Bettiol (ITA)  | 19.                    |
| 123                    | Mitchell Docker (AUS)  | 70.                    |
| 124                    | Daniel McLay (GBR)     | DNF                    |
| 125                    | Lachlan Morton (AUS)   | 54.                    |
| 126                    | Thomas Scully (NZL)    | 35.                    |
| 127                    | James Whelan (AUS)     | 72.                    |

| Katusha-Alpecin TKA | Katusha-Alpecin TKA        | Katusha-Alpecin TKA |
| ------------------- | -------------------------- | ------------------- |
| Nr                  | Kolarz                     | Miejsce             |
| 131                 | Alex Dowsett (GBR)         | 79.                 |
| 132                 | Jens Debusschere (BEL)     | 5.                  |
| 133                 | Ruben Guerreiro (POR)      | 15.                 |
| 135                 | Marco Haller (AUT)         | 39.                 |
| 136                 | Wiaczesław Kuzniecow (RUS) | 30.                 |
| 137                 | Dmitrij Strachow (RUS)     | 97.                 |

| Dimension Data TDD | Dimension Data TDD      | Dimension Data TDD |
| ------------------ | ----------------------- | ------------------ |
| Nr                 | Kolarz                  | Miejsce            |
| 141                | Michael Valgren (DEN)   | 23.                |
| 142                | Lars Bak (DEN)          | 81.                |
| 143                | Nicholas Dlamini (RSA)  | DNF                |
| 144                | Ryan Gibbons (RSA)      | 4.                 |
| 145                | Ben O’Connor (AUS)      | 88.                |
| 146                | Scott Davies (GBR)      | DNF                |
| 147                | Tom-Jelte Slagter (NED) | 32.                |

| Korda Mentha Real Estate Australia ___ | Korda Mentha Real Estate Australia ___ | Korda Mentha Real Estate Australia ___ |
| -------------------------------------- | -------------------------------------- | -------------------------------------- |
| Nr                                     | Kolarz                                 | Miejsce                                |
| 151                                    | Nathan Elliott (AUS)                   | 98.                                    |
| 152                                    | Carter Turnbull (AUS)                  | DNF                                    |
| 153                                    | Ayden Toovey (AUS)                     | 56.                                    |
| 154                                    | Dylan Sunderland (AUS)                 | 22.                                    |
| 155                                    | Nicholas White (AUS)                   | 66.                                    |
| 156                                    | Michael Freiberg (AUS)                 | 59.                                    |
| 157                                    | Harry Sweeny (AUS)                     | 73.                                    |

Legenda: DNF – nie ukończył, OTL – przekroczył limit czasu, DNS – nie wystartował, DSQ – zdyskwalifikowany.

## Klasyfikacja generalna
| \| Klasyfikacja generalna \| Klasyfikacja generalna \| Klasyfikacja generalna \| Klasyfikacja generalna \| Klasyfikacja generalna \| \| Kolarz \| Kolarz \| Państwo \| Drużyna \| Czas \| \| ---------------------- \| ---------------------- \| ---------------------- \| ---------------------- \| ---------------------- \| \| 1. \| Elia Viviani \| Włochy \| Deceuninck-Quick Step \| 3h 54' 35" \| \| 2. \| Caleb Ewan \| Australia \| Lotto-Soudal \| + 0" \| \| 3. \| Daryl Impey \| Południowa Afryka \| Mitchelton-Scott \| + 0" \| \| 4. \| Ryan Gibbons \| Południowa Afryka \| Dimension Data \| + 0" \| \| 5. \| Jens Debusschere \| Belgia \| Katusha-Alpecin \| + 0" \| \| 6. \| Luke Rowe \| Wielka Brytania \| Team Sky \| + 0" \| \| 7. \| Michael Mørkøv \| Dania \| Deceuninck-Quick Step \| + 0" \| \| 8. \| Jay McCarthy \| Australia \| Bora-Hansgrohe \| + 0" \| \| 9. \| Owain Doull \| Wielka Brytania \| Team Sky \| + 0" \| \| 10. \| Luis León Sánchez \| Hiszpania \| Astana \| + 0" \| |                   |                   |                       |            |
| |                   |                   |                       |            |
| Źródło: ProCyclingStats |                   |                   |                       |            |
| Klasyfikacja generalna |                   |                   |                       |            |
| Kolarz | Kolarz            | Państwo           | Drużyna               | Czas       |
| 1. | Elia Viviani      | Włochy            | Deceuninck-Quick Step | 3h 54' 35" |
| 2. | Caleb Ewan        | Australia         | Lotto-Soudal          | + 0"       |
| 3. | Daryl Impey       | Południowa Afryka | Mitchelton-Scott      | + 0"       |
| 4. | Ryan Gibbons      | Południowa Afryka | Dimension Data        | + 0"       |
| 5. | Jens Debusschere  | Belgia            | Katusha-Alpecin       | + 0"       |
| 6. | Luke Rowe         | Wielka Brytania   | Team Sky              | + 0"       |
| 7. | Michael Mørkøv    | Dania             | Deceuninck-Quick Step | + 0"       |
| 8. | Jay McCarthy      | Australia         | Bora-Hansgrohe        | + 0"       |
| 9. | Owain Doull       | Wielka Brytania   | Team Sky              | + 0"       |
| 10. | Luis León Sánchez | Hiszpania         | Astana                | + 0"       |